# Tatsacheninstanz
Als Tatsacheninstanz bezeichnet man ein Gericht, das einen Lebenssachverhalt unter Zugrundelegung der von ihm selbst festgestellten tatsächlichen Verhältnisse  unter die einschlägigen Rechtsnormen des materiellen Rechts subsumiert. In gleicher Weise verwendete Begriffe sind Tatsachengericht, Tatgericht oder Tatrichter.
Im Unterschied dazu wird ein bereits erlassenes Urteil in der im Instanzenzug übergeordneten Rechtsinstanz nur auf Rechtsfehler (eine fehlerhafte Rechtsanwendung der Vorinstanz) hin überprüft.

## Eingangsgerichte
Eingangsgerichte – also die Gerichte, die sich zuerst mit der Sache befassen (erste Instanz) – sind stets Tatsacheninstanzen. Ihre Aufgabe besteht darin, den der Entscheidung zugrundezulegenden Sachverhalt zu ermitteln und damit die materielle Wahrheit festzustellen, beispielsweise das Bestehen eines eingeklagten Anspruchs (Miet- oder Kaufpreiszahlung), die Schuld eines Angeklagten oder die Rechtsmäßigkeit einer Baugenehmigung. Die einzelnen Prozessordnungen bestimmen, welche Gerichte im ersten Rechtszug zuständig sind (vgl. beispielsweise § 23, § 23a, § 24 GVG für die ordentliche Gerichtsbarkeit; § 45, § 47, § 48, § 50 VwGO für die Verwaltungsgerichtsbarkeit).
Die Art und Weise der gerichtlichen Sachverhaltsfeststellung hängt wesentlich davon ab, ob für das Rechtsgebiet der Amtsermittlungsgrundsatz oder der Beibringungsgrundsatz gilt. Gilt der Amtsermittlungsgrundsatz, ermittelt das Gericht selbst (unter Mitwirkung der Verfahrensbeteiligten) die Tatsachen, die es für seine Entscheidung benötigt. Hat das Gericht Zweifel an einer Tatsache, erhebt es Beweis. Dem Amtsermittlungsgrundsatz unterliegen die Gerichte der Finanz-, Sozial- und Verwaltungsgerichtsbarkeit, die Strafgerichte und die Zivilgerichte in Angelegenheiten der freiwilligen Gerichtsbarkeit. In bürgerlichen Rechtsstreitigkeiten gilt der Beibringungsgrundsatz; das Gericht entscheidet grundsätzlich ohne selbst veranlasste Ermittlungen auf Grundlage des Vortrags der Prozessparteien. Das Gericht erhebt Beweis, wenn ein für die Entscheidung erheblicher Vortrag einer Partei von der Gegenseite substantiell bestritten wird und ein entsprechender Beweisantrag gestellt wird.
Auf Grundlage des festgestellten Sachverhalts entscheiden die Tatsachengerichte dann, welche Rechtsfolgen sich aus dem festgestellten Sachverhalt ergeben wie die Verurteilung des Beklagten zu einer Leistung, ein Strafurteil oder die Aufhebung eines rechtswidrigen Verwaltungsakts. Der rechtshistorisch zuerst in der Zivilprozessordnung niedergelegte Grundsatz der freien Beweiswürdigung (§ 286 ZPO) gilt auch in anderen Verfahrensordnung, beispielsweise gemäß § 261 StPO, § 108 VwGO oder § 128 SGG.
Enthält der Tatbestand eines Zivilurteils Unrichtigkeiten, Auslassungen, Dunkelheiten oder Widersprüche, so kann binnen einer zweiwöchigen Frist die Berichtigung beantragt werden (§ 320 ZPO). Das Tatbestandsberichtigungsverfahren soll verhindern, dass unrichtig wiedergegebener Parteivortrag infolge der in § 314 Satz 1 ZPO angeordneten positiven Beweiskraft des Urteilstatbestandes zur fehlerhaften Entscheidungsgrundlage des Rechtsmittelgerichts wird.

## Rechtsmittelgerichte

### Berufung
Das Rechtsstaatsprinzip verlangt zwar, dass jede staatliche Maßnahme überprüfbar sein soll (Art. 19 Abs. 4 GG). Soweit die Zivilprozessordnung (ZPO) gegen ein Urteil der ersten Instanz das Rechtsmittel der Berufung zulässt, ist das als zweite Instanz tätige Berufungsgericht jedoch grundsätzlich an die vom Gericht des ersten Rechtszuges festgestellten Tatsachen gebunden, es sei denn, konkrete Anhaltspunkte begründen Zweifel an der Richtigkeit oder Vollständigkeit der entscheidungserheblichen Feststellungen und gebieten deshalb eine erneute Feststellung (§ 529 ZPO). Das Novenrecht wurde mit dem Gesetz zur Reform des Zivilprozesses zum 1. Januar 2002 eingeschränkt und „die unökonomische, rechtsstaatlich nicht gebotene Ausgestaltung der Berufung als volle zweite Tatsacheninstanz aufgegeben“.
Ein Oberverwaltungsgericht prüft hingegen den Streitfall innerhalb des Berufungsantrags im gleichen Umfang wie das Verwaltungsgericht. Es berücksichtigt auch neu vorgebrachte Tatsachen und Beweismittel, sofern sie nicht präkludiert sind (§ 128, § 128a VwGO).

### Revision
Die Revision dient einerseits dem öffentlichen allgemeinen Anliegen, das in der Wahrung der Rechtseinheit und der Fortbildung des Rechts besteht, zum anderen aber auch dem Interesse der Parteien an der Beseitigung von Fehlurteilen. Die Einzelfallgerechtigkeit hat nach der im Schrifttum überwiegend vertretenen Meinung im Zweifel zurückzutreten.
Die Revision kann daher kann nur darauf gestützt werden, dass die Entscheidung auf einer Verletzung des Rechts beruht (§ 545 ZPO), d. h. dass eine Rechtsnorm nicht oder nicht richtig angewendet worden ist (§ 546 ZPO). Die Revisionsgerichte (oberste Gerichtshöfe des Bundes) sind damit keine Tatsachen-, sondern (bei wenigen Ausnahmen) reine Rechtsinstanzen. Außerdem muss der zu entscheidenden Rechtssache gerade eine über den Rahmen des Einzelfalles hinausgehende Bedeutung zukommen, weil ihre Beantwortung nicht nur zur Entscheidung dieses Falles, sondern zugleich auch mit Rücksicht auf die Wiederholung ähnlicher Fälle erforderlich erscheint oder sonstige Interessen der Allgemeinheit in besonderem Maße berührt (§ 543 Abs. 2 ZPO).
Im Falle der Aufhebung des angefochtenen Urteils ist die Sache zur neuen Verhandlung und Entscheidung an das Berufungsgericht zurückzuverweisen, wenn die Sache noch nicht zur Endentscheidung reif ist (§ 563 ZPO). Denn das Revisionsgericht kann in seiner Funktion als reine Rechtsinstanz fehlende tatsächliche Feststellungen nicht selbst treffen. Das Berufungsgericht hat jedoch die rechtliche Beurteilung, die der Aufhebung zugrunde gelegt wurde, auch seiner Entscheidung zugrunde zu legen.